# Djóni Nolsøe Joensen
Djóni Nolsøe Joensen (født 21. august 1972) er en færøsk pædagog, politiker (JF) og forhenværende landsholdsfodboldspiller.
Han er søn af Anna Nolsøe Joensen og Arne Weihe Joensen og opvokset i Glyvrar på Eysturoy.
Nolsøe-Joensen er daglig leder af skolefritidsordningen FTS-Hoyvík.
Han har spillet fodbold for NSÍ Runavík, B36 Tórshavn og Argja Bóltfelag. Han har spillet 5 landskampe for Færøernes fodboldlandshold og en kamp for Færøernes U21 fodboldlandshold. I juni 2016 blev han assistenttæner for NSÍ Runavík.
Han stillede op til Lagtingsvalget 2015 uden at blive valgt, men kom efterfølgende ind som suppleant for Henrik Old, der blev trafikminister i Regeringen Aksel V. Johannesen. Han er gift med Marita Andrasardóttir og har tre døtre.